# Apidya
Apidya — компьютерная игра в жанре горизонтального скролл-шутера, разработанная компанией Kaiko в 1992 году для домашних компьютеров Amiga и Atari ST. Издавалась компаниями Play Byte и Team 17.
Название игры стилизовано под японское. На титульном экране игры оно написано в виде четырёх символов катаканы — アビヂャ (произносится «абидзя», но романизируется как «abidya» согласно системе нихон-сики). Вероятно, это попытка транслитерации латинского слова Apidae, обозначающего семейство настоящих пчёл.

## Игровой процесс
Игрок управляет волшебной медоносной пчелой. На первых уровнях игры она сражается с другим насекомыми, на последующих — с биомеханическими созданиями.
В игре используются некоторые идеи популярных игр жанра. Система призов аналогична играм серии Gradius — при взятии приза указатель в списке доступного оружия перемещается на следующую позицию, по нажатию кнопки игрок получает текущее выбранное в списке оружие. При удержании кнопки стрельбы пчела накапливает мощный заряд аналогично играм серии R-Type.
В игре пять уровней, состоящих из нескольких частей, обычно из трёх. В финальном уровне игрок сражается с пятью боссами. Также в игре присутствует несколько секретных призовых уровней. При прохождении на лёгком уровне сложности игра заканчивается перед финальным уровнем.

## Музыка
Музыка к игре была написана известным игровым композитором Крисом Хюльсбеком (нем. Chris Hülsbeck). В 2003 году музыкальная тема из игры была исполнена полным симфоническим оркестром в серии концертов Symphonic Game Music Concert, проходивших в немецком городе Лейпциге. Она также исполнялась в 2006 году в составе концерта PLAY! Video Game Symphony в столице Швеции Стокгольме.

## Отзывы
На момент выхода игра получила высокие и средние оценки в игровой прессе.